# GitHub
GitHub — один з найбільших вебсервісів для спільної розробки програмного забезпечення. Існують платні та безплатні тарифні плани користування. Базується на системі керування версіями Git і розроблений на Ruby on Rails і Erlang компанією GitHub, Inc (спочатку вона називалася Logical Awesome).
Сервіс безплатний для проєктів із відкритим вихідним кодом і надає користувачам усі свої можливості (включаючи SSL), а для окремих проєктів пропонуються різні платні тарифні плани. У 2018 корпорація Microsoft купила GitHub.
Станом на січень 2023, в GitHub працювали 100 мільйонів розробників  які мали 372 мільйони репозиторіїв з яких 28 мільйонів — публічних. Це найбільший репозиторій станом на червень 2023.

## Історія
Розробка сервісу почала компанія під назвою Logical Awesome LLC. Перший приватний репозиторій було створено 12 січня 2008 р. 
В кінці 2008 GitHub отримав нагороду як «Кращий стартап-дебют»[джерело?].
24 лютого 2009 року в бесіді, яка відбувалась в штаб-квартирі Yahoo!, команда GitHub оголосила, що протягом першого року перебування в режимі онлайн, GitHub накопичив понад 46 000 публічних репозитаріїв, з яких 17 000 були створені лише за попередній місяць. У той час близько 6 200 репозитаріїв принаймні один раз робили форк, і 4600 робили мердж (злиття двох гілок в одну). 23 грудня 2013 року компанія GitHub оголосила що кількість репозиторіїв становить 10 мільйонів.
До кінця 2011 в проєкті було зареєстровано більше мільйона користувачів та більше двох мільйонів репозиторіїв[джерело?].

Наприкінці 2012 року компанія GitHub, Inc. була організацією без менеджерів середнього рівня; іншими словами, «кожен був менеджером» (самоврядування). Працівники могли обрати роботу над цікавими для них проєктами (відкрите розміщення). Проте заробітна плата встановлювалася керівником.
У 2014 році компанія GitHub, Inc. організувала команду менеджерів середньої ланки.
У червні 2015 року компанія відкрила свій перший офіс поза межами США — у Японії.
29 липня 2015 року компанія GitHub оголосила про збільшення фінансування на 250 мільйонів доларів у рамках круглого столу під керівництвом Sequoia Capital. Раунд оцінив компанію приблизно в 2 мільярди доларів.
У 2016 році GitHub зайняв 14 місце у списку Forbes Cloud 100.
4 червня 2018 корпорація Microsoft купила GitHub за 7,5 млрд доларів.

У липні 2020 року архів сайту за лютий розміром 21 ТБ поміщено в Арктичний світовий архів

## Можливості
Розробники сайту називали GitHub «соціальною мережею для розробників».
Окрім розміщення коду, учасники можуть спілкуватись, коментувати редагування один одного, а також стежити за новинами знайомих. За допомогою широких можливостей Git програмісти можуть поєднувати свої репозиторії — GitHub дає зручний інтерфейс для цього і може показувати доробок кожного учасника в вигляді дерева.
Для проєктів є особисті сторінки, невеликі Вікі та система відстеження помилок. Прямо на сайті можна дивитись файли проєктів з підсвічуванням синтаксису для більшості мов програмування.
- На платних тарифних планах можна створювати приватні репозиторії, доступні обмеженому колу користувачів.

- Є можливість прямого додавання нових файлів в свій репозиторій через вебінтерфейс сервісу.

- Код проєктів можна не лише скопіювати через Git, але й завантажити у вигляді архіву (для цього достатньо додати /zipball/master/ в кінець адресного рядка).

- Окрім Git, сервіс підтримує отримання і редагування коду через SVN[16][17] і Mercurial.

- На сайті є pastebin-сервіс[18] для швидкої публікації фрагментів коду.

- Зберігання документації, включаючи автоматично відтворювані файли README у різних форматах файлів типу Markdown.

- Вкладені списки завдань у файлах

- Візуалізація геопросторових даних

- 3D-рендеринг файлів, які можна попередньо переглянути, використовуючи новий інтегрований переглядач файлів STL, який відображає файли на «3D canvas». Переглядач підтримує WebGL і Three.js.

- Внутрішній формат PSD для Photoshop із можливістю попереднього перегляду та порівняння з попередніми версіями того самого файлу.

Ruby-проєкти могли бути автоматично опубліковані в RubyGems-репозиторії сервісу, але в жовтні 2009 GitHub відмовився від надання цього сервісу[джерело?].

## Ліцензії репозиторіїв
Умови надання послуг GitHub не вимагають, щоб проєкти публічних програм, розміщених на GitHub, відповідали визначенню Open Source. Із цієї причини важливо, щоб користувачі та розробники, які мали намір використати програмне забезпечення, знайдене на GitHub, могли прочитати ліцензію на програмне забезпечення в репозиторії (зазвичай розташовані у файлі під назвою «LICENSE», «LICENSE.txt» або з аналогічною назвою), щоб визначити, чи відповідає це програмне забезпечення їх потребам. Загальні положення та умови використання сервісу передбачають наступне: «Якщо ви налаштуєте ваші репозиторії для публічного перегляду, ви дозволяєте іншим користувачам переглядати та розгортати ваші репозиторії».

## Популярність
GitHub найбільш популярний серед Ruby-розробників. Крім того, багато великих IT-компаній розміщують свої офіційні репозиторії на цьому сервісі:
- Facebook[20]
- Twitter[21]
- Google
- HP webOS[22]
- Yahoo[23]
- Perl[24][25]

- Erlang
- Scala[26][27]
- Ruby on Rails[28]
- CyanogenMod[29]
- PHP[30]
- JUnit

- jQuery
- Prototype
- MooTools
- Microsoft
- osCommerce
- Valve[31]
- Apple[32]

В 2017 році АНБ США відкрило деякі свої проєкти й опублікувало їх на GitHub. Було опубліковано 32 проєкти програми Technology Transfer Program (TTP). Ця програма призначена для передачі розроблених АНБ технологій промисловим компаніям, а також науковим і дослідницьким організаціям. TTP має портфоліо патентів в різноманітних галузях. Деякі опубліковані на GitHub проєкти були розроблені давно й були доступні в інтернеті й раніше (наприклад, SELinux).

## GitHub розробники в Україні
2017 року GitHub налічував 24 тисячі користувачів з України. Open source займалися як індивідуальні розробники, так і провідні українські IT-компанії — Yalantis, Cleveroad, Devlight, Stfalcon та Alterplay. Найпопулярнішими мовами програмування були JavaScript, Java, PHP, Python та Ruby.

## Блокування сервісу
3 грудня 2014 року GitHub було заблоковано в Росії протягом кількох днів за опубліковані користувачами посібники з самогубства.
31 грудня 2014 року GitHub було заблоковано в Індії (разом з 31 іншими вебсайтами) за опубліковану користувачами інформацію про ІДІЛ. 10 січня 2015 року GitHub було розблоковано. Знову ж таки, 12 вересня 2015 року GitHub було заблоковано по всій Індії. Сайт незабаром розблоковано.
26 березня 2015 року GitHub став жертвою масштабної DDOS-атаки, яка тривала більше 118 годин. Напад, який, як виявилось, походив з Китаю, і в першу чергу був націлений на вміст GitHub, що описує способи обходу інтернет-цензури.
8 жовтня 2016 року турецький уряд заблокував доступ до GitHub, щоб запобігти витоку інформації з email-листування міністра енергетики, електронну пошту якого було зламано.